# Komisarz awaryjny
Komisarz awaryjny – osoba fizyczna lub prawna zastępująca ubezpieczyciela na terenie innego państwa w razie wystąpienia zdarzenia objętego ochroną ubezpieczeniową. W szczególności działalność komisarza awaryjnego polega na likwidacji szkód, dochodzeniu i egzekwowaniu regresów itd.